# Lepidium densiflorum
Espèce
Lepidium densiflorum, la passerage densiflore, est une espèce de plante à fleurs de la famille des Brassicacées.